# Hatchet
Hatchet es una película slasher estadounidense estrenada en 2006. Fue escrita y dirigida por Adam Green. La historia está situada en un pantano de Luisiana, y narra la leyenda de Víctor Crowley, un macabro asesino deforme. En 2010 se estrenó una secuela titulada Hatchet II.

## Argumento
Un grupo de turistas emprenden un viaje en barco en los pantanos de Luisiana, donde escuchan la historia de Victor Crowley, un hombre deforme que fue accidentalmente cortado en la cara con una hacha por las manos de su propio padre. En cuanto se hunde el barco y la leyenda resulta ser cierta, el grupo de turistas trata desesperadamente de escapar del pantano para salvar sus vidas.

## Reparto
- Joel Moore como Ben.
- Tamara Feldman como Marybeth Dunston.
- Deon Richmond como Marcus.
- Kane Hodder como Victor Crowley y Mr. Crowley
- Mercedes McNab como Misty.
- Parry Shen como Shawn.
- Joel Murray como Doug Shapiro.
- Joleigh Fioreavanti como Jenna.
- Richard Riehle como Jim Permatteo.
- Patrika Darbo como Shannon Permatteo.
- Robert Englund como Sampson Dunston.
- Joshua Leonard como Ainsley Dunston.
- Tony Todd como Reverendo Zombie.
- John Carl Buechler como Jack Cracker.
- Rileah Vanderbilt como Victor Crowley (joven).

## Producción
Según el director Adam Green, la idea de la película está basada en algo que escuchó a los 8 años de edad, mientras estaba en un campamento de verano. Uno de los guías le advirtió que no se acercara a una cabaña, ya que allí vivía un monstruo. Posteriormente, uno de los niños le preguntó a Green si creía que el monstruo existía de verdad; como no sabía la verdadera razón de la advertencia, Green inventó una historia de terror donde explicaba el origen del monstruo, al que llamó Victor Crowley. El diseño del personaje está basado en Joseph Merrick ("el hombre elefante") y Roy L. "Rocky" Dennis. Green también se basó en una escena de la película Friday the 13th Part 2 (1981), donde Jason Voorhees atraviesa una ventana para atrapar a la protagonista.
Green contactó con Kane Hodder a través de John Buechler, con el objetivo de que interpretara a Victor Crowley. Dado que el personaje no tenía diálogos y requería estar cubierto de maquillaje, Hodder le preguntó al director si además del villano tenía algún otro rol en el cual podía actuar más, tras lo cual Green le permitió interpretar al padre de Crowley. Respecto a la experiencia de interpretar a Victor Crowley, el actor expresó: «Es un personaje divertido y se parece a Jason en que mata a todo el que pueda alcanzar. Pero es más rápido, más impredecible, lo cual sólo funciona para este personaje».

## Estreno
Durante el año 2006, la película fue presentada en varios festivales de cine, incluyendo los de Tribeca y Sitges. Su estreno en Estados Unidos fue el 7 de septiembre de 2007.

### Recepción
Hatchet obtuvo comentarios diversos por parte de la crítica cinematográfica. La película posee un 50% de comentarios "frescos" en el sitio web Rotten Tomatoes,y una puntuación de 54/100 en Metacritic. R.L. Shaffer de IGN destacó el homenaje que la cinta hace a slashers de los años 1980 como Viernes 13 y la forma en que crea una atmósfera similar al de ellas. Por el contrario, Jeannette Catsoulis del periódico The New York Times sostuvo que la cinta provoca más risa que susto, y escribió: «Terror sin suspenso es como el sexo sin amor: se pueden apreciar los detalles técnicos, pero en última instancia no hay razón para preocuparse».

## Premios
| Premio                                          | Categoría                                             | Receptor(es)       | Resultado |
| ----------------------------------------------- | ----------------------------------------------------- | ------------------ | --------- |
| Fantasia Film Festival                          | Mejor película europea, norteamericana o sudamericana | Adam Green         | Ganador   |
| Austin Fantastic Fest (premios de la audiencia) | Mejor actor                                           | Kane Hodder        | Ganador   |
| Austin Fantastic Fest (premios de la audiencia) | Mejor película                                        | Adam Green         | Ganador   |
| Austin Fantastic Fest (premios de la audiencia) | Mejores efectos especiales                            |                    | Ganador   |
| Austin Fantastic Fest (premios del jurado)      | Mejor actor                                           | Kane Hodder        | Ganador   |
| Austin Fantastic Fest (premios del jurado)      | Mejores efectos especiales                            | John Carl Buechler | Ganador   |